# Иница
Иница (рус. Инница) малена је река на крајњем западу европског дела Руске Федерације. Протиче преко централних делова Псковске области, односно преко територије њеног Красногородског рејона. Десна је притока реке Лже (притока Утроје), те део басена река Великаје и Нарве, односно Финског залива Балтичког мора.
Укупна дужина водотока је 25 km, док је површина сливног подручја око 159 km². У Лжу се улива на њеном 91. километру узводно од ушћа.
На њеним обалама се налазе села Кључки, Миљцево, Крести, Братниково, Пољаково, Габони и Рудиновка. Најважнија притока је река Цаплинка.